# Greny
Greny era un comune francese di 143 abitanti situato nel dipartimento della Senna Marittima nella regione della Normandia.
Il 1º gennaio 2016 si è fuso con altri 17 comuni per formare il nuovo comune di Petit-Caux di cui è divenuto comune delegato.

## Storia

### Simboli
Lo stemma è stato approvato nel 2003.

## Società

### Evoluzione demografica
Abitanti censiti